# 16α-ヒドロキシステロイドデヒドロゲナーゼ
16α-ヒドロキシステロイドデヒドロゲナーゼ（16α-hydroxysteroid dehydrogenase）は、次の化学反応を触媒する酸化還元酵素である。
16α-ヒドロキシステロイド + NAD(P)+ {\displaystyle \rightleftharpoons } 16-オキソステロイド + NAD(P)H + H+
反応式の通り、この酵素の基質は16α-ヒドロキシステロイドとNAD(P)+、生成物は16-オキソステロイドとNAD(P)HとH+である。
組織名は16α-hydroxysteroid:NAD(P)+ 16-oxidoreductaseである。